# 홍원군
홍원군(洪原郡)은 함경남도에 속하는 군이다. 이성계가 조선 건국 전에 원나라 장수 나하추와 싸워 이겼던 달단동 전적지가 있다.

## 지리
남쪽으로 동해와 접하고, 북쪽은 함경산맥이 뻗어 있다. 동쪽으로 신포시·북청군, 북쪽으로 산을 사이에 두고 덕성군, 서쪽으로 신흥군·함흥시, 서남쪽으로 락원군과 접한다. 홍원군의 북서 지역은 특히 산이 많고, 남쪽의 동해안 인근은 평야 지대이다. 주요 강은 동대천과 서대천이다.
기후 역시 지역마다 큰 차이를 보인다. 산맥과 평야, 해안 지대가 함께 있기 때문이다. 산맥이 북서풍을 막아주어 대체로 온화한 기후를 보인다.

## 역사
| Daedongyeojido (Gyujanggak) 06-04.jpg | Daedongyeojido (Gyujanggak) 06-03.jpg |
| Daedongyeojido (Gyujanggak) 07-02.jpg | Daedongyeojido (Gyujanggak) 07-01.jpg |

여진의 영역이었던 무렵에는 홍긍·홍헌 등으로 불렸고 고려 시대에 현이 놓여졌다. 1398년에는 홍원현이라고 개칭해 함흥부에 속했다. 1433년, 현감이 놓여졌다. 1680년, 북청진의 관할에 편입되어 홍원현감이 전영장·토포사를 겸임했다.
1894년에는 홍원군이 되었고 1895년 이후 함경남도에 속하게 되었다.  1941년 4월 1일 홍원면을 홍원읍으로 승격하였다.
1945년 8월 무렵에 1읍 6면이 있었다. 조선민주주의인민공화국 성립후인 1952년 12월에 행정구역의 재편으로 홍원면·경운면·보현면·운학면이 홍원군으로서 구성되었다.

## 산업
주요 산업은 농업으로 쌀과 콩, 기장, 귀리, 감자 농사 등을 짓고 있다. 해안가로는 어업이 발달하였다. 소규모의 광산업도 행해지고 금, 은, 석회석, 형석, 흑연이 매장되어 있다.

## 교통
도로는 국도 제7호선이 지나고 철도는 평라선의 룡운역,홍원역,경포역,운포역이 있다.

## 행정 구역
홍원군에는 1읍, 4구와 27리가 있다.
- 홍원읍 (洪原邑)
- 전진로동자구 (前津勞動者區)
- 경포로동자구 (景浦勞動者區)
- 운포로동자구 (雲浦勞動者區)
- 남천로동자구 (南川勞動者區)
- 방동리 (方東里)
- 남산리 (南山里)
- 고읍리 (古邑里)
- 호남리 (湖南里)
- 봉화리 (烽火里)
- 관흥리 (關興里)
- 룡덕리 (龍德里)
- 산양리 (山陽里)
- 장풍리 (壯豊里)
- 남풍리 (南豊里)
- 부상리 (富上里)
- 보현리 (普賢里)
- 구룡리 (九龍里)
- 원덕리 (元㯖里)
- 동상리 (東上里)
- 방평리 (芳坪里)
- 광명리 (光明里)
- 학송리 (鶴松里)
- 운상리 (雲上里)
- 삼성리 (三成里)
- 룡포리 (龍浦里)
- 동중리 (東中里)
- 운하리 (雲下里)
- 중은리 (中隱里)
- 중서리 (中書里)
- 룡신리 (龍新里)
- 룡삼리 (龍三里)

## 같이 보기
- 조선민주주의인민공화국의 지리
- 조선민주주의인민공화국의 행정 구역